# Tango Desktop Project

Logo del Tango Desktop Project

La tavolozza dei colori del Tango Desktop Project

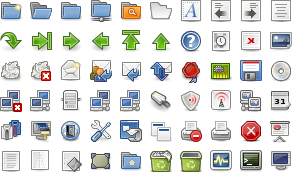
Esempio di Libreria di Icone Tango

Il Tango Desktop Project ha come scopo la creazione di un'interfaccia utente consistente in interfacce grafiche per applicazioni free e open source su differenti desktop environments.

## Obiettivi
L'obiettivo principale del progetto è permettere agli sviluppatori di integrare facilmente i loro software (in termini di estetica) con il desktop.
Le incongruenze visive che derivano dai differenti desktop environment (GNOME, KDE, Xfce, ecc.) e le distribuzioni personalizzate rendono la cosa difficile alle applicazioni di terze parti per Linux. Un comune malinteso è che il progetto miri a fornire icone a tema che funzionino per tutti i principali ambienti desktop.
Lo stile non ha il fine di essere visivamente unico per auto distinguersi. Lo scopo secondario del progetto è la creazione di uno stile che renda un appropriato look alle applicazioni in esecuzione su sistemi operativi più comuni.
A parte le linee guida visive, il progetto mira a fornire una serie di metafore (di simboli) comuni per le icone. Tango segue gli Standard Specifici per i Temi delle Icone e gli Standard Specifici per i Nomi delle Icone di Freedesktop.org, che definisce i nomi per le icone più comuni e i simboli da utilizzare.
Diversi programmi liberi, come ad esempio GIMP, Scribus, Open Office, Pidgin e GNOME hanno iniziato a seguire le linee guida di Tango per le loro icone.
È anche possibile per le applicazioni proprietarie e a codice chiuso usare le icone del Tango Desktop Project, a condizione di seguire le direttive della licenza. Alcuni esempi da evidenziare dalla Tango Showroom includono VMware Workstation 6 e Medsphere OpenVista CIS.

## Software che usano il tema Tango!
Ecco alcuni programmi che usano il tema di Tango! per il loro set di icone:
- Firefox 3 - Il set di icone di Firefox per Linux usa Tango!.
- GIMP
- Scribus
- OpenOffice.org
- Pidgin
- Medsphere OpenVista CIS
- VMWare Workstation 6

## Licenza
La tavolozza dei colori è di dominio pubblico. Anche Il tema di icone è di pubblico dominio a partire dalla versione 0.8.90. 
Le versioni precedenti erano disponibili con la licenza Creative Commons Attribuzione-Condividi allo stesso modo, ma ciò ha creato in determinati casi una inutile barriera per la loro adozione.